# Kecamatan Bantargebang
Kecamatan Bantargebang är ett distrikt i Indonesien.   Det ligger i provinsen Jawa Barat, i den västra delen av landet, 20 km öster om huvudstaden Jakarta.